# Asmir Avdukić
Asmir Avdukić (* 13. Mai 1981 in Breza, SFR Jugoslawien) ist ein ehemaliger bosnischer Fußballtorwart, der heute als Fußballtrainer tätig ist.
Avdukić gehörte zum erweiterten Kader der Fußballnationalmannschaft von Bosnien-Herzegowina.